# Hugo de Balsham
Hugo de Balsham (ou Hugh; ? – Ilha de Ely, 16 de junho de 1286) foi um bispo medieval inglês.

## Vida
Nada se sabe sobre a infância e juventude de Balsham, embora durante a disputa sobre sua eleição para Bispo de Ely ele tenha sido acusado de ter sido de nascimento servil, e seu nome sugere uma conexão com a aldeia de Balsham em Cambridgeshire. Ele foi um monge beneditino em Ely, e aparece pela primeira vez como subprior do capítulo catedrático dessa localidade. Com a morte de Guilherme de Kilkenny em setembro de 1256, os monges elegeram-no Bispo de Ely, para descontentamento do rei Henrique III da Inglaterra e de Bonifácio de Saboia, o Arcebispo da Cantuária. Bonifácio declarou a eleição inválida e tentou instalar Adam Marsh na sé. Ambos os lados apelaram para Roma. A eleição foi confirmada pelo Papa Alexandre IV em 1257.
Balsham foi consagrado em 14 de outubro de 1257 pelo papa e prometeu que visitaria Roma a cada três anos, mas em 1278 foi dispensado desta promessa.
Balsham legislou contra a venda dos sacramentos. Ele estava presente no Parlamento realizado em Londres em junho de 1264, que instalou o governo de Simão de Montfort. Grande parte do tempo de Balsham foi gasto na reparação dos danos causados à sua diocese por várias pessoas: primeiro os administradores reais durante a disputa eleitoral, e depois alguns dos partidários dos barões que ocuparam a Ilha de Ely em 1265. O bispo Balsham emitiu decretos para sua diocese e trabalhou para melhorar a administração dela. Promoveu o culto de Eteldreda, uma santa local. Doações para os monges do capítulo catedrático, bem como para as igrejas em sua diocese, contribuíram para sua reputação de bom bispo.
Balsham desempenhou um papel importante no início da história da Universidade de Cambridge. Em 1280 obteve uma autorização do rei permitindo-lhe substituir os irmãos seculares que residiam no hospital diocesano de São João em Cambridge por "acadêmicos dedicados ao estudo"; uma segunda autorização quatro anos depois diferenciou inteiramente esses acadêmicos dos irmãos do hospital, e para eles Balsham fundou e subvencionou o colégio de Peterhouse, o primeiro colégio de Cambridge. Ele deixou 200 libras para o colégio em seu testamento.
Balsham morreu em 16 de junho de 1286 na mansão de Dodington, na Ilha de Ely. Foi sepultado na Catedral de Ely em 24 de junho de 1286. Uma placa de latão na igreja de Balsham, Cambridgeshire, supostamente retrata o bispo. Uma laje sem identificação de um túmulo na Catedral de Ely foi algumas vezes identificada como sua, mas essa identificação não é confiável.